# Ľuboš Macháč
Ľuboš Macháč (* 2. srpna 1959) je bývalý slovenský fotbalový útočník.

## Hráčská kariéra
V československé lize hrál za Slovan Bratislava, aniž by skóroval. Nastoupil v jediném prvoligovém utkání, které se hrálo v neděli 10. června 1979 v Plzni a domácí Škoda v něm se Slovanem hrála nerozhodně 0:0. Hrál také za trnavský Spartak.

### Prvoligová bilance
| Ročník             | Zápasy | Góly | Minuty | Klub                       |
| ------------------ | ------ | ---- | ------ | -------------------------- |
| I. liga 1978/79    | 1      | 0    | 3      | TJ Slovan ChZJD Bratislava |
| CELKEM I. ČS. LIGA | 1      | 0    | 3      |                            |